# Hero (манхва)
 (кореј. 히어로 (바람의 전학생 2부); енгл. Hero (Wind of the Transfer Students Part 2)) јужнокорејски је стрип (манхва) који је написао и илустровао Хван Ким. Објављивао се 2004—2005. године, са укупно четири тома. Hero је наставак Хвановог стрипа Wind of the Transfer Students из 1999. године.
У Србији, издавачка кућа Dukrees Communications превела је први том 3. децембра 2009. године. Наслов је најављен објавом трејлера 18. октобра исте године, док је промоција одржана је 27. новембра у Дому Омладине, заједно са удружењем Сакурабана. Превод другог тома најављен је 27. јануара 2010. године, али издање никада није објављено, након чега је издавачка кућа престала са радом.

## Синопсис
Сонг-џин, самотњак мистериозне прошлости, пребацује се у нову гимназију. У жељи да заштити слабије ученике, он одлучује да се реши школске банде коју предводи Хје-јеон. Међутим, убрзо сазнаје да Хје-јеонова банда није једино зло које је потребно одстранити.

## Спољашњи извори
- Одељак о стрипу на вебсајту MyAnimeList (језик: енглески)